# Montebello (Kalifornie)
Montebello je město v kalifornském okrese Los Angeles. Podle sčítání lidu v roce 2020 ve městě žilo 60 569 obyvatel.
Na počátku 20. století se v Montebellu těžila ropa. Své sídlo zde má společnost Wild Rags Records. Sousedními obcemi sídla jsou Monterey Park, South San Gabriel, Rosemead, Commerce, Pico Rivera, Los Angeles a East Los Angeles.

## Rodáci
- Michael Trevino (* 1985) – americký herec
- Kara Hendrick (1969–1991) – americká automobilová závodkyně